# Indocrassatella cherelae
Indocrassatella cherelae is een tweekleppigensoort uit de familie van de Crassatellidae. De wetenschappelijke naam van de soort is voor het eerst geldig gepubliceerd in 1981 door Poutiers.